# 双溪桥乡
双溪桥乡，是中华人民共和国湖南省张家界市永定区下辖的一个乡镇级行政单位。

## 行政区划
双溪桥乡下辖以下地区：
双溪桥村、雷家山村、高坪村、陈家山村、高家溪村、孙阳坪村、徐术坡村、昌溪村、董家山村和猫儿湾村。